# Haywood County, Tennessee
Haywood County är ett administrativt område i delstaten Tennessee, USA, med 18 787 invånare. Den administrativa huvudorten (county seat) är Brownsville.

## Geografi
Enligt United States Census Bureau har countyt en total area på 1 383 km². 1 381 km² av den arean är land och 2 km² är vatten.

### Angränsande countyn
- Crockett County - nord
- Madison County - öst
- Hardeman County - sydost
- Fayette County - syd
- Tipton County - väst
- Lauderdale County - nordväst